# Championnat de France de football américain D2
Le championnat de France de la division 2 de football américain est une compétition sportive française de football américain organisée par la Fédération française de football américain (FFFA) depuis 1984.
Depuis la saison 1995, le Casque d'Or est le nom du trophée et également le nom de la finale de la division 2 de football américain. De 1984 à 1995, ils étaient dénommés le Casque d'Argent. Le Casque d'Or est erronément assimilé à la compétition.
Le champion de D2 ainsi que le finaliste peuvent être promu parmi l'élite pour disputer le championnat de France Élite (D1) de football américain, s'ils respectent les critères pour obtenir leur promotion.

## Histoire
Le championnat de France de football Américain voit le jour en 1982 et son trophée est le nom de Casque d'Or tandis que celui de Deuxième division voit le jour en 1984 (avec comme trophée le "Casque d'Argent").
En 1995, la dénomination des trophées et des finales des divers championnats sont modifiées :
- Le trophée du Casque de Diamant est créé, remplaçant la dénomination Casque d'Or et se réfère au championnat de France de football américain de D1 ;
- Le trophée du Casque d'Or est celui délivré pour le championnat de France de football américain de D2 (au lieu du Casque d'Argent) ;
- Le trophée du Casque d'Argent est décerné pour le championnat de France de football américain de D3 (au lieu du Casque de Bronze) ;
- Le trophée du Casque de Bronze disparait.

À la suite de la pandémie de Covid-19, la saison 2020 est officiellement annulée le 26 mars 2020 par le Bureau fédéral de la Fédération française de football américain. De ce fait et pour toutes les divisions, aucun titre n'a été décerné au terme de cette saison et il n'y a eu aucune promotion ni relégation en vue de la saison suivante.
Après une réunion en date du 13 mars 2021, la Fédération annule également la saison 2021.

## Logos
De nouveaux logos sont créés pour les compétitions françaises organisées par la fédération, en vue de la saison 2020-2021.

Évolution du logo du championnat
Dès 2021

## Compétition
Ces dernières saisons, la compétition se déroule en deux phases :
- Une phase de poules (quatre poules de quatre équipes réparties en deux conférences A et B).
- Une phase de play-offs avec deux demi-finales et une finale dénommée Casque d'Or.

Les vainqueurs de chaque conférence (les finalistes du Casque d'Or) peuvent être promus en Division Élite (ou D1) si leur structure associative le leur permet. Si ce n'est pas le cas, ils peuvent être remplacés par les perdants des demi-finales si ces équipes respectent ces même conditions.
Les deux équipes les moins bien structurées sont reléguées en Casque d'Argent (D3).

## Palmarès
| Saison          | Édition | Date (finale)    | Lieu                                                 | Vainqueur                                            | Score                                                | Finaliste                                            |
| --------------- | ------- | ---------------- | ---------------------------------------------------- | ---------------------------------------------------- | ---------------------------------------------------- | ---------------------------------------------------- |
| Casque d'argent |         |                  |                                                      |                                                      |                                                      |                                                      |
| 1983            | I       | 1983             |                                                      | Challengers de Paris                                 | 12-0                                                 | Hurricanes de Paris                                  |
| 1985            | II      | 1985             | Rodez                                                | Météores de Fontenay                                 | 13-06                                                | Hurricanes de Paris                                  |
| 1986            | III     | 1986             |                                                      | Wolfmen de Montpellier                               | 36-18                                                | Rangers de Paris                                     |
| 1987            | IV      | 21 décembre 1986 |                                                      | Argonautes d'Aix-en-Provence                         | 21-06                                                | Caïmans 72 du Mans                                   |
| 1988            | V       | 3 avril 1988     | Gagny                                                | Centaures de Grenoble                                | 70-06                                                | Ours de Toulouse                                     |
| 1989            | VI      | 14 mai 1989      | Grenoble                                             | Celtics de Lanester                                  | 24-09                                                | Drakkars de Nantes                                   |
| 1990            | VII     | 8 avril 1990     | Lanester                                             | Crazy-Lions de Paris                                 | 19-14                                                | Tigres de Nancy                                      |
| 1991            | VIII    | 1991             | Sèvres                                               | Phocéens de Marseille                                | 27-06                                                | Pionniers de Touraine                                |
| 1992            | IX      | 5 avril 1992     | Marignane                                            | Korrigans de Corbeil-Essonne                         | 35-08                                                | Canonniers de Toulon                                 |
| 1993            | X       | 4 avril 1993     |                                                      | Météores de Fontenay (2)                             | 90-0                                                 | Kangourous de Pessac                                 |
| 1994            | XI      | 3 avril 1994     | Fontenay sous bois                                   | Iron Mask de Cannes (1)                              | 43-06                                                | Kiowas de Garches                                    |
| Casque d'or     |         |                  |                                                      |                                                      |                                                      |                                                      |
| 1995            | I       | 18 juin 1995     | Stade Robert-Bobin (Bondoufle)                       | Iron Mask de Cannes (2)                              | 60-02                                                | Templiers d'Élancourt                                |
| 1996            | II      | 9 juin 1996      | Brive-la-Gaillarde                                   | Météores de Fontenay (3)                             | 26-15                                                | Templiers d'Élancourt                                |
| 1997            | III     | 8 juin 1997      | Stade Gabriel-Montpied (Clermont-Ferrand)            | Spartiates d'Amiens                                  | 39-13                                                | Centaures de Grenoble                                |
| 1998            | IV      | 17 mai 1998      | Stade Beaulieu (Châteauroux)                         | Servals de Clermont-Ferrand                          | 70-03                                                | Voyagers d'Évry                                      |
| 1999            | V       | 21 mars 1999     | Stade Mayol (Toulon)                                 | Cougars de Saint-Ouen-l'Aumône                       | 42-14                                                | Servals de Clermont-Ferrand                          |
| 2000            | VI      | 30 avril 2000    | Stade Beaulieu (Châteauroux)                         | Orcs de Châteauroux                                  | 34-12                                                | Iron Mask de Cannes                                  |
| 2001            | VII     | 27 mai 2001      |                                                      | Iron Mask de Cannes (3)                              | 41-0                                                 | Corsaires d'Évry                                     |
| 2002            | VIII    | 11 mai 2002      |                                                      | Servals de Clermont-Ferrand (2)                      | 14-13                                                | Tigres de Nancy                                      |
| 2003            | IX      | 25 mai 2003      | Élancourt                                            | Templiers d'Élancourt                                | 14-07                                                | Servals de Clermont-Ferrand                          |
| 2004            | X       | 29 mai 2004      |                                                      | Black Panthers de Thonon                             | 20-12                                                | Corsaires d'Évry                                     |
| 2005            | XI      | 12 juin 2005     |                                                      | Iron Mask de Cannes (4)                              | 52-08                                                | Mousquetaires du Plessis-Robinson                    |
| 2006            | XII     | 11 juin 2006     |                                                      | Servals de Clermont-Ferrand (3)                      | 21-07                                                | Chevaliers d'Orléans                                 |
| 2007            | XIII    | 9 juin 2007      |                                                      | Dauphins de Nice                                     | 40-13                                                | Météores de Fontenay sous Bois                       |
| 2008            | XIV     | 21 juin 2008     |                                                      | Iron Mask de Cannes (5)                              | 14-07                                                | Molosses d'Asnières                                  |
| 2009            | XV      | 14 juin 2009     |                                                      | Centurions de Nîmes                                  | 21-13                                                | Chevaliers d'Orléans                                 |
| 2010            | XVI     | 19 juin 2010     | Stade Jacques Anquetil (Asnières-sur-Seine)          | Molosses d'Asnières                                  | 27-24                                                | Centaures de Grenoble                                |
| 2011            | XVII    | 11 juin 2011     | Stade Jacques Anquetil (Asnières-sur-Seine)          | Molosses d'Asnières (2)                              | 44-20                                                | Kangourous de Pessac                                 |
| 2012            | XVIII   | 23 juin 2012     | Stade Bougnard (Pessac)                              | Kangourous de Pessac                                 | 37AP30                                               | Templiers d'Élancourt                                |
| 2013            | XIX     | 30 juin 2013     | Stade André Laurent (Fontenay-sous-Bois)             | Centurions de Nîmes (2)                              | 29-27                                                | Météores de Fontenay sous Bois                       |
| 2014            | XX      | 22 juin 2014     | Stade Georges Carcassonne (Aix-en-Provence)          | Argonautes d'Aix-en-Provence (2)                     | 31-19                                                | Spartiates d'Amiens                                  |
| 2015            | XXI     | 13 juin 2015     | Stade Bougnard (Pessac)                              | Gladiateurs de la Queue-en-Brie                      | 21-20                                                | Kangourous de Pessac                                 |
| 2016            | XXII    | 19 juin 2016     | Stade Georges-Lyvet (Villeurbanne)                   | Falcons de Bron-Villeurbanne                         | 35-34                                                | Léopards de Rouen                                    |
| 2017            | XXIII   | 18 juin 2017     | Stade Delort (Marseille)                             | Molosses d'Asnières (3)                              | 26-25                                                | Blue Stars de Marseille                              |
| 2018            | XXIV    | 23 juin 2018     | Stade du Grand Marais (Amiens)                       | Spartiates d'Amiens (2)                              | 35-19                                                | Centaures de Grenoble                                |
| 2019            | XXV     | 22 juin 2019     | La Tamise (Villeneuve-d'Ascq)                        | Vikings de Villeneuve-d'Ascq                         | 21-19                                                | Grizzlys Catalans                                    |
| 2020            | XXVI    | -                | Saison annulée à la suite de la pandémie de Covid-19 | Saison annulée à la suite de la pandémie de Covid-19 | Saison annulée à la suite de la pandémie de Covid-19 | Saison annulée à la suite de la pandémie de Covid-19 |
| 2021            | XXVII   | -                | Saison annulée à la suite de la pandémie de Covid-19 | Saison annulée à la suite de la pandémie de Covid-19 | Saison annulée à la suite de la pandémie de Covid-19 | Saison annulée à la suite de la pandémie de Covid-19 |
| 2022            | XXVIII  | 3 juillet 2022   | Stade Tonnellé (Tours)                               | Pionniers de Touraine                                | 29-15                                                | Dauphins de Nice                                     |
| 2023            | XXIX    | 24 juin 2023     | Stade France 98, Rouen                               | Léopards de Rouen                                    | 21-00                                                | Corsaires d'Évry                                     |
| 2024            | XXX     | 22 juin 2024     | Stade Lediguières, Grenoble                          | Centaures de Grenoble (2)                            | 28-13                                                | Diables Rouges de Villepinte                         |
| 2025            | XXXI    | 21 juin 2025     | Stade Lediguières, Grenoble                          | Météores de Fontenay-sous-Bois (4)                   | 34-21                                                | Centaures de Grenoble                                |

### Tableau d'honneur
| Club                              | N.T. | 1er titre | D.titre | N.F.P. | 1re D.F. | D.D.F | N.T.F |
| --------------------------------- | ---- | --------- | ------- | ------ | -------- | ----- | ----- |
| Iron Mask de Cannes               | 5    | 1994      | 2008    | 1      | 2000     | 2000  | 6     |
| Météores de Fontenay              | 4    | 1985      | 2025    | 2      | 2007     | 2013  | 6     |
| Servals de Clermont-Ferrand       | 3    | 1998      | 2006    | 2      | 1999     | 2003  | 5     |
| Molosses d'Asnières               | 3    | 2010      | 2017    | 1      | 2008     | 2008  | 4     |
| Centaures de Grenoble             | 2    | 1988      | 2024    | 4      | 1997     | 2025  | 7     |
| Spartiates d'Amiens               | 2    | 1997      | 2018    | 1      | 2014     | 2014  | 3     |
| Argonautes d'Aix-en-Provence      | 2    | 1987      | 2014    | 0      | -        | -     | 2     |
| Centurions de Nîmes               | 2    | 2009      | 2013    | 0      | -        | -     | 2     |
| Kangourous de Pessac              | 1    | 2012      | 2012    | 3      | 1993     | 2015  | 4     |
| Templiers d'Élancourt             | 1    | 2003      | 2003    | 3      | 1995     | 2012  | 4     |
| Dauphins de Nice                  | 1    | 2007      | 2007    | 1      | 2022     | 2022  | 2     |
| Léopards de Rouen                 | 1    | 2023      | 2023    | 1      | 2016     | 2016  | 2     |
| Pionniers de Touraine             | 1    | 2022      | 2022    | 1      | 1991     | 1991  | 2     |
| Black Panthers de Thonon          | 1    | 2004      | 2004    | 0      | -        | -     | 1     |
| Celtics de Lanester†              | 1    | 1989      | 1989    | 0      | -        | -     | 1     |
| Challengers de Paris†             | 1    | 1983      | 1983    | 0      | -        | -     | 1     |
| Cougars de Saint-Ouen-l'Aumône    | 1    | 1999      | 1999    | 0      | -        | -     | 1     |
| Crazy-Lions de Paris†             | 1    | 1990      | 1990    | 0      | -        | -     | 1     |
| Falcons de Bron-Villeurbanne      | 1    | 2016      | 2016    | 0      | -        | -     | 1     |
| Gladiateurs de la Queue-en-Brie   | 1    | 2015      | 2015    | 0      | -        | -     | 1     |
| Korrigans de Corbeil-Essonnes†    | 1    | 1992      | 1992    | 0      | -        | -     | 1     |
| Orcs de Châteauroux†              | 1    | 2000      | 2000    | 0      | -        | -     | 1     |
| Phocéens de Marseille†            | 1    | 1991      | 1991    | 0      | -        | -     | 1     |
| Vikings de Villeneuve-d'Ascq      | 1    | 2019      | 2019    | 0      | -        | -     | 1     |
| Wolfmen de Montpellier†           | 1    | 1986      | 1986    | 0      | -        | -     | 1     |
| Corsaires d'Évry                  | 0    | -         | -       | 4      | 1998     | 2023  | 4     |
| Chevaliers d'Orléans              | 0    | -         | -       | 2      | 2006     | 2009  | 2     |
| Hurricanes de Paris†              | 0    | -         | -       | 2      | 1983     | 1985  | 2     |
| Tigres de Nancy                   | 0    | -         | -       | 2      | 1990     | 2002  | 2     |
| Blue Stars de Marseille           | 0    | -         | -       | 1      | 2017     | 2017  | 1     |
| Caïmans 72 du Mans                | 0    | -         | -       | 1      | 1987     | 1987  | 1     |
| Canonniers de Toulon              | 0    | -         | -       | 1      | 1992     | 1992  | 1     |
| Drakkars de Nantes                | 0    | -         | -       | 1      | 1989     | 1989  | 1     |
| Grizzlys catalans                 | 0    | -         | -       | 1      | 2019     | 2019  | 1     |
| Kiowas de Garches                 | 0    | -         | -       | 1      | 1993     | 1993  | 1     |
| Mousquetaires du Plessis-Robinson | 0    | -         | -       | 1      | 2005     | 2005  | 1     |
| Ours de Toulouse                  | 0    | -         | -       | 1      | 1988     | 1988  | 1     |
| Rangers de Paris†                 | 0    | -         | -       | 1      | 1986     | 1986  | 1     |
| Diables Rouges de Villepinte      | 0    | -         | -       | 1      | 2024     | 2024  | 1     |

 Légende :
- † Clubs disparus.
- * Deux finales perdues en tant que Corsaire d'Évry et une finale perdue en tant que Voyagers d'Évry.

## Saison 2025
| Équipes                      | Ville             | Stade                          |
| ---------------------------- | ----------------- | ------------------------------ |
| Dragons de Paris             | Paris             | Centre sportif Suzanne-Lenglen |
| Nighthawks de Sartrouville   | Sartrouville      | Stade Tobrouk                  |
| Spartiates d'Amiens          | Amiens            | Stade du Grand Marais          |
| Templiers d'Élancourt        | Élancourt         | Complexe sportif Europe        |
| Vikings de Villeneuve-d'Ascq | Villeneuve-d'Ascq | Stade de la Tamise             |

| Équipes                         | Ville              | Stade                      |
| ------------------------------- | ------------------ | -------------------------- |
| Gladiateurs de la Queue-en-Brie | La Queue-en-Brie   | Stade Robert-Barran        |
| Météores de Fontenay            | Fontenay-sous-Bois | Stade André-Laurent        |
| Minotaure de Strasbourg         | Strasbourg         | Stade de la Musau          |
| Myrmidons de Savigny-le-Temple  | Savigny-le-Temple  | Stade d'honneur Jean-Bouin |
| Quarks de Villebon-Longjumeau   | Longjumeau         | Stade Frédéric-Langrenay   |

| Équipes              | Ville    | Stade                   |
| -------------------- | -------- | ----------------------- |
| Caïmans 72 du Mans   | Le Mans  | Stade Auguste-Delaune   |
| Corsaires d'Évry     | Évry     | Stade du parc des Loges |
| Kangourous de Pessac | Pessac   | Stade de Romainville    |
| Lions de Bordeaux    | Bordeaux | Stade Charles-Martin    |

| Équipes                     | Ville            | Stade                      |
| --------------------------- | ---------------- | -------------------------- |
| Centaures de Grenoble       | Grenoble         | Stade Lesdiguières         |
| Centurions de Nîmes         | Nîmes            | Stade Nicolas-Kaufmann     |
| Gones de Lyon               | Lyon             | Stade de la Sarra          |
| Hurricanes de Montpellier   | Montpellier      | Stade Sabathé              |
| Servals de Clermont-Ferrand | Clermont-Ferrand | Stade de rugby des Cézeaux |

Légende :
P = Promu de Division 3.